# Valley (Alabama)
Valley es una ciudad ubicada en el condado de Chambers en el estado estadounidense de Alabama. En el censo de 2020, su población era de 10 529.

## Demografía
En el 2000 la renta per cápita promedia del hogar era de $31,395 , y el ingreso promedio para una familia era de $37,963. El ingreso per cápita para la localidad era de $16,008. Los hombres tenían un ingreso per cápita de $30,159 contra $21,325 para las mujeres.

## Geografía
Valley está situado en 32°48′40″N 85°10′40″O / 32.81111, -85.17778 (32.811387, -85.177938)
Según la Oficina del Censo de los EE. UU., la ciudad tiene un área total de 3.49 millas cuadradas (9.03 km²).